# Vithora
Vithora là một chi bướm đêm thuộc họ Geometridae.